# Пшимяркі (Свідвинський повіт)
Пшимяркі (пол. Przymiarki) — село в Польщі, у гміні Свідвин Свідвинського повіту Західнопоморського воєводства.